# Maison espagnole de Revin
La maison espagnole de Revin est une maison située à Revin, dans le département des Ardennes dans le Nord-Est de la France. Témoin de l'histoire agitée de cette commune, elle serait la dernière survivance de l'occupation espagnole, qui dura jusqu'en 1769.
Elle abrite aujourd'hui le Musée du Vieux Revin.

## Description
Cette maison de deux étages s'appuie sur un soubassement de pierres, et un rez-de-chaussée de pierres et de briques. Aux étages, ses murs en torchis et en briques s'ornent de colombages et d'encorbellements. Cette architecture est unique dans la ville.
Son ancienneté a été établie grâce à la dendrochronologie : la charpente utilise des bois issus d'un chêne abattu entre 1510 et 1515.

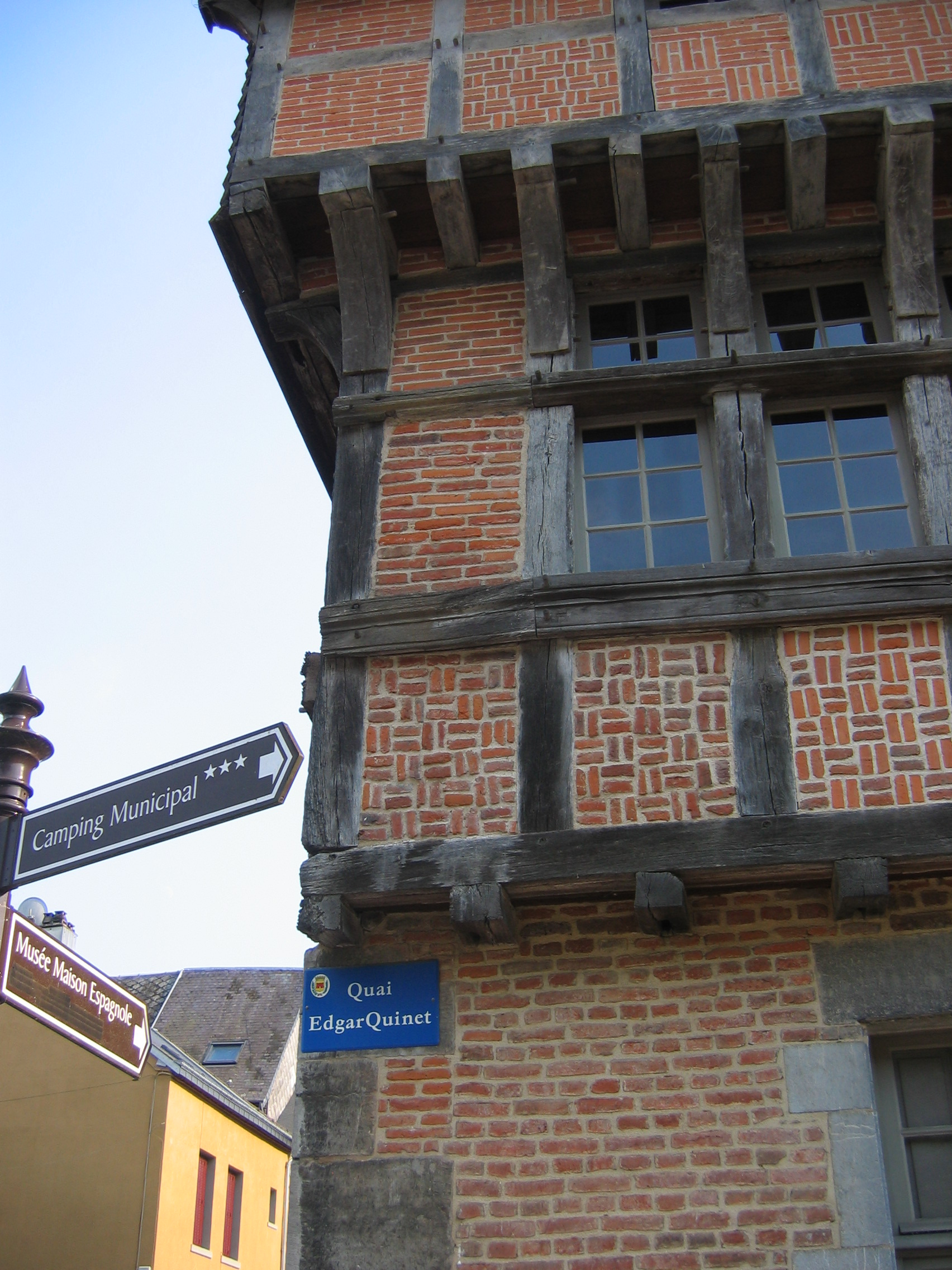
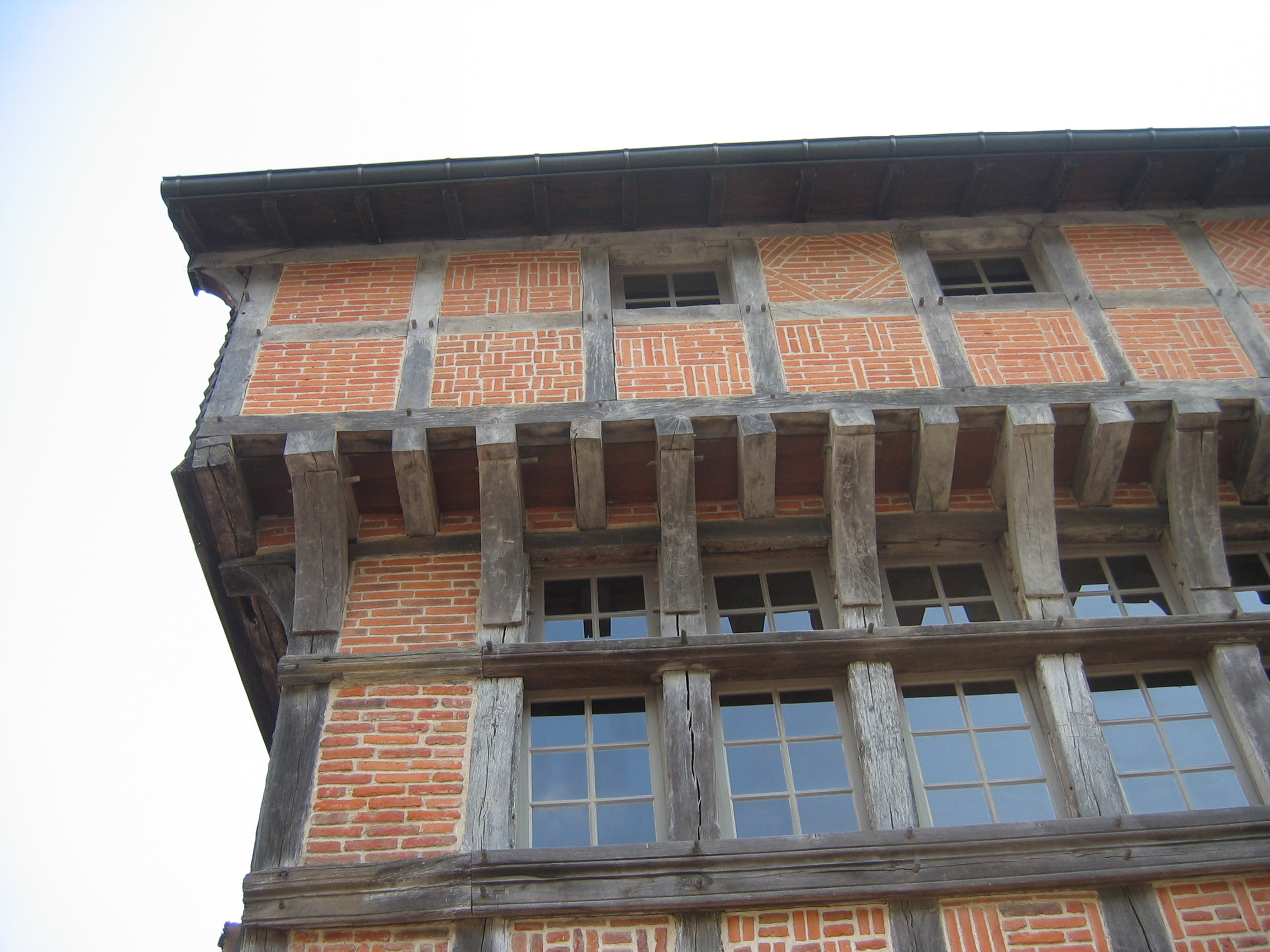
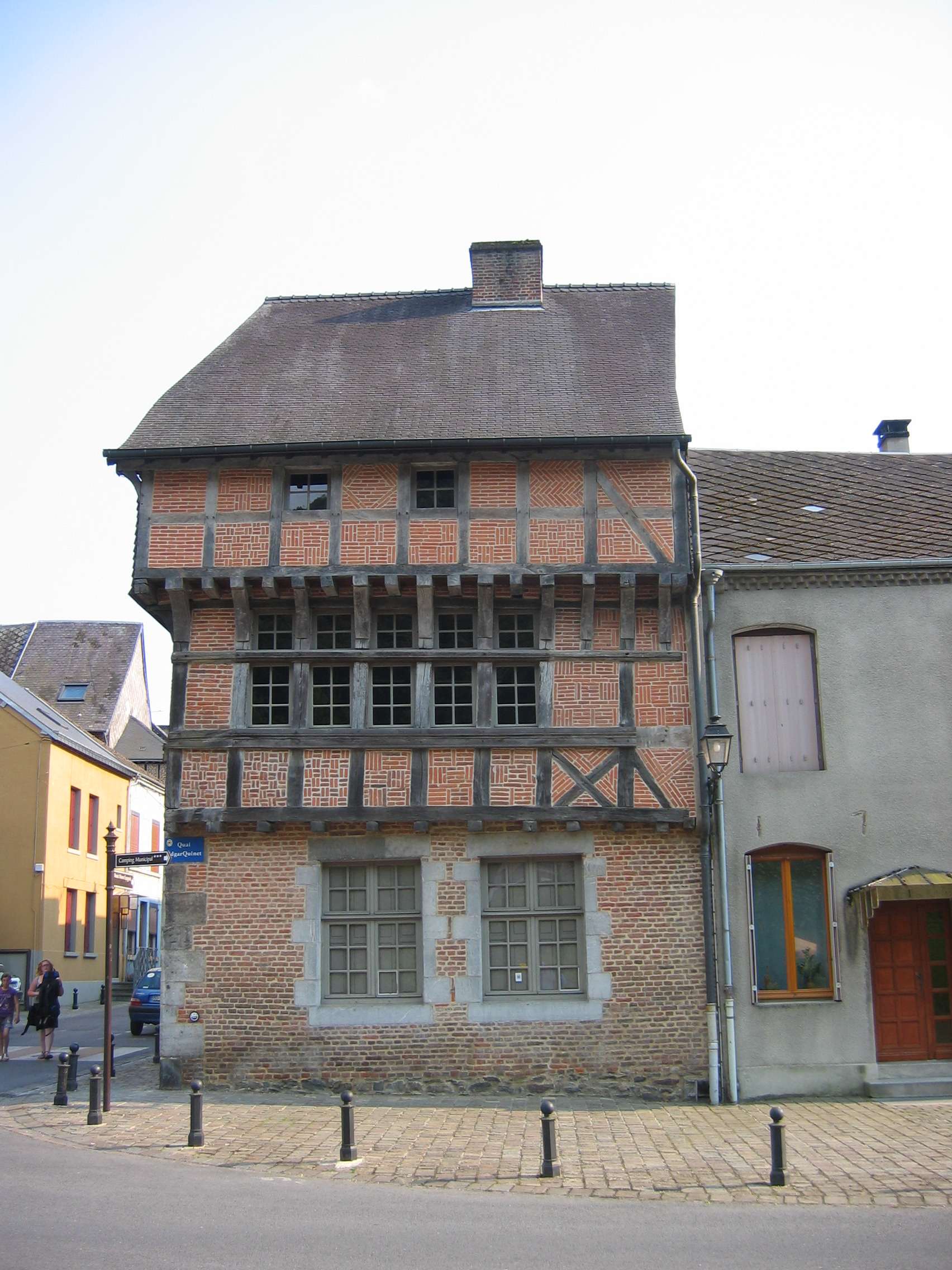

## Localisation
La maison est située à Revin, au début des quais Edgar-Quinet (ancien quai des Bateliers), le long de la Meuse, dans le département français des Ardennes. L'entrée est au 2, rue Victor-Hugo, rue perpendiculaire aux quais.

## Historique
Construite dans la première moitié du XVIe siècle, elle est le témoin de l'histoire agitée de Revin, et serait la dernière survivance de l'occupation espagnole. D'où peut être son nom.
En cinq siècles, elle a remarquablement bien résisté, notamment aux transformations des quais, à la construction d'un pont, aux inondations, ainsi qu'à  à la tornade du 14 juillet 2010 qui a touché durement des bâtiments à proximité.
Elle est inscrite au titre des monuments historiques en 1990 et a été rénovée dans ces années 1990.
C'est désormais un musée, le musée du Vieux Revin.

## Le musée du Vieux Revin
Au rez-de-chaussée, elle abrite  le quotidien reconstitué d'une famille revinoise modeste des années 1920-1930.
Au premier étage, elle accueille les expositions temporaires généralement consacrées à la ville, à la vallée de la Meuse, aux Ardennes ou à un thème s'y rattachant.
Exemples de thèmes d'expositions : 
- George Sand à Revin ;
- signes de la Collaboration et de la Résistance ;
- l'évacuation Revin-Sables d'Olonne en mai 1940 ;
- les femmes ardennaises au XXe siècle ;
- etc.

Au deuxième étage, se trouve une présentation du métier de la fonderie, avec en particulier une présentation des outils des mouleurs de pièces, et de  productions d'anciennes entreprises locales comme Arthur Martin.